# Monik Mlynarski

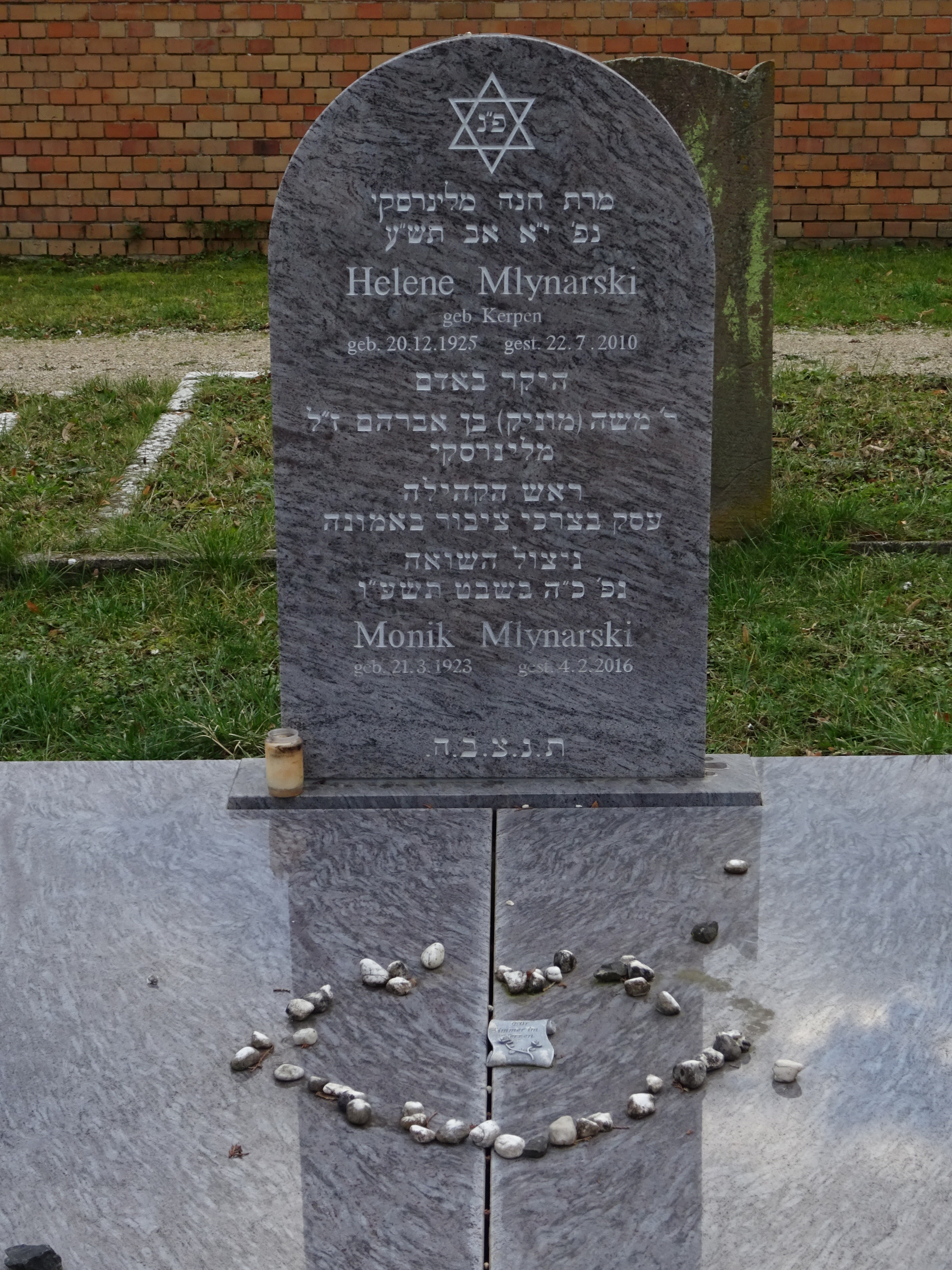
Grabstein Mlynarski

Monik Mlynarski, eigentlich Monik Młynarski, (* 21. März 1923 in Modrzejów; † 4. Februar 2016 in Bad Nauheim) war ein Holocaust-Überlebender, Träger des Bundesverdienstkreuzes und Ehrenbürger von Bad Nauheim. Von 1986 bis 2016 war er Vorsitzender der Jüdischen Gemeinde Bad Nauheim.

## Biografie

### Kindheit
Mlynarski wurde als jüngstes Kind des jüdischen Religionslehrers Abraham Młynarski und seiner Frau Salla in Modrzejów, in der Nähe von Kattowitz, geboren und hatte drei Geschwister, Samuel, Ruchla und Baruch. Bis zum plötzlichen Tod seines Vaters durch einen Schlaganfall im Jahr 1933 besuchte er das jüdische Fürstenberg-Gymnasium. Danach musste er aus Geldmangel auf die Volksschule wechseln und nebenher arbeiten. Sein Bruder Baruch hatte eine Lehre als Schneider gemacht, und auch er begann nach der Schule eine Lehre in der Textilbranche.

### Kriegsjahre
Als 1940 die jüdische Gemeinde eine Aufforderung erhielt, 50 Männer für sechs Wochen bezahlte Arbeit in Deutschland zu stellen, meldete sich der 16-Jährige freiwillig. Nach einer Nacht in der Synagoge wurden die Männer von der SA abtransportiert, ohne sich von ihren Familien verabschieden zu können, und in ein Zwangsarbeitslager gebracht. Zunächst wurde er zum Straßenbau in einem Reichsautobahnlager bei Klein-Mangelsdorf eingesetzt. Im Winter 1940/41 schickte ihm seine Mutter, mit der er brieflich noch bis 1942 Kontakt halten konnte, einen Overall gegen die Kälte. Als der Bauleiter ihn im Overall sah, fragte er, ob Mlynarski Schlosser sei. Der bejahte und wurde daher zu leichterer Arbeit eingeteilt, die er auch ohne Fachkenntnisse meisterte.
Danach wurde er mehrfach in andere Arbeitslager verlegt. Bis 1944 war er fast anderthalb Jahre in einem Lager bei Groß Pogul, bis er nach Groß-Rosen in das KZ-Außenlager Kittlitztreben verlegt wurde. 1945, als Auschwitz bereits befreit war, wurde er von dort als einer von rund 2.700 Häftlingen auf einen Todesmarsch zum KZ Buchenwald getrieben, den nur 700 überlebten. Unterwegs erfuhr er von gemeinsamen Bekannten aus Modrzejów, dass sein Bruder Samuel verhungert war. Nur mit der Hilfe von Freunden erreichte Mlynarski Buchenwald, wo zu diesem Zeitpunkt im April 1945 etwa 80.000 Menschen zusammengepfercht waren und teilweise auf weitere Todesmärsche geschickt wurden. Gemeinsam mit einem Freund versteckte Mlynarski sich erschöpft für mehrere Tage in einem Zimmer voller Leichen. An die Wand hatten sie einen Zettel mit der Aufschrift „Typhusgefahr“ gehängt. Schließlich wurden sie praktisch bewegungsunfähig von einem politischen Häftling, einem tschechischen Kommunisten, gefunden und auf das Krankenrevier gebracht. Dort wurde er am 11. April 1945 von  amerikanischen Soldaten befreit und in eine Klinik verlegt. Er wog zu diesem Zeitpunkt unter 36 kg. Von den 22.000 Befreiten in Buchenwald starben in den ersten Tagen 12.000 an den Folgen der Entkräftung und an Krankheiten.

### Nachkriegszeit
Nach einem Aufenthalt in Weimar reiste er nach Modrzejów, um seine Familie zu suchen. Von einer Nachbarin erfuhr er, dass die Mutter und seine Schwester Ruchla nach Auschwitz deportiert worden waren. Sie waren dort in den Gaskammern getötet worden.
Seine nächster Aufenthaltsort war Erfurt. Dort kaufte er eines Abends die letzte verfügbare Kinokarte für den Film Gasparone mit Marika Rökk und Johannes Heesters. Doch weil eine junge Frau in der Schlange hinter ihm sehr enttäuscht war, schenkte er ihr die Karte unter der Bedingung, sie nach dem Kino abholen zu dürfen. Wenig später heiratete er Helene in Friedberg und bekam mit ihr eine Tochter. Er entschied sich gegen eine Auswanderung und machte sich in der Textilbranche selbständig.
In den späten 1950er Jahren erfuhr er, dass auch sein Brucher Baruch überlebt hatte und zunächst in die Ukraine geflohen war, wo er lange nicht ausreisen durfte. 1957 zog Baruch mit seiner Frau und Tochter nach Friedberg. Er starb Ende der 1970er Jahre in Bad Nauheim.
1985 wurde Mlynarski zum Vorsitzenden der Jüdischen Gemeinde Bad Nauheim gewählt und trat das Amt 1986 an. Mit seiner Wahl hatte er nicht ernsthaft gerechnet, da er mit einer Christin verheiratet war und die Gemeinde eine orthodoxe Ausrichtung hatte. In seiner Amtszeit engagierte er sich für die Sanierung der Bad Nauheimer Synagoge, einem Bau der neuen Sachlichkeit aus den 1920er Jahren. Die Synagoge hatte die Pogromnacht überstanden, da das gelegte Feuer rechtzeitig gelöscht wurde, und war ab 1945 wieder als Synagoge genutzt worden. In den 1980er Jahren wurde sie mit Unterstützung der Stadt renoviert. 2012 bis 2014 wurden weitere Arbeiten durch Spenden finanziert.
Die jüdische Gemeinde wurde in den 1990er Jahren durch russische jüdische Aussiedler verstärkt, um deren Integration in Deutschland und in den jüdischen Glauben Mlynarski sich kümmerte. Daneben betreute er jüdische Kurgäste und engagierte sich als Zeitzeuge in der Wissensweitergabe an Schülerinnen und Schüler und gegen Antisemitismus. Auch an mehreren Gerichtsverfahren um Verbrechen aus der Nazizeit war er als Zeuge beteiligt. 1992 erhielt er das Bundesverdienstkreuz. 2010, nach 65 Jahren Ehe, starb seine Frau Helene.
Die Bürgerstiftung Ein Herz für Bad Nauheim suchte 2013 Teilnehmer für das Projekt „Puzzle Picnic Familys“, das eine Begegnung zwischen mehreren Generationen und Kulturen ermöglichen sollte. Insgesamt vier „fiktive Familien“ wurden gegründet, deren Mitglieder jeweils aus bis zu vier Generationen und acht Nationen bestanden. Sie bereiteten ein öffentliches Fest in der Trinkkuranlage vor, mit kulturellen Darbietungen und einem Picknick mit Speisen aus den beteiligten Nationen, das im August 2013 durchgeführt wurde. Mlynarski beteiligte sich als Urgroßvater der Familie „La deutsche Vita“, die sich nach Ende des Projekts als Kulturgruppe „Die Verdichter“ weiter traf und zwei Bücher herausbrachte. Das Projekt erzielte den dritten Preis im bundesweiten Ideenwettbewerb „Brücken bauen zwischen Kulturen“ der Initiative Bürgerstiftung und der Herbert-Quandt-Stiftung. Der Preis wurde 2014 in Berlin im Beisein der Bundesfamilienministerin Manuela Schwesig übergeben.
Bis ins hohe Alter nahm Mlynarski auch Anteil an politischen Entwicklungen und äußerte sich öffentlich dazu. Die Folgen des Gaza-Konflikts 2014, der in Deutschland und ganz Europa zu antisemitischen Demonstrationen und Übergriffen führte, nannte er gerade in Deutschland unbegreiflich. Trotz seiner Verwurzelung in der Gemeinde fragte er sich, ob seine Entscheidung nach dem Krieg in Deutschland zu bleiben, richtig war.
Im Oktober 2014 wurde er für sein umfassendes ehrenamtliches Engagement und sein vorbildliches Wirken für die Aussöhnung zwischen Deutschen und Juden zum Ehrenbürger von Bad Nauheim ernannt. An der Zeremonie in der Trinkkuranlage nahmen mehrere ehemalige Bürgermeister teil. Der amtierende Bürgermeister Armin Häuser wies darauf hin, dass Mlynarski erst der 14. Ehrenbürger der Stadt in 200 Jahren sei.
2015 wurde er zur Einweihung der Stelen der Erinnerung nach Görlitz eingeladen. Auf dem Todesmarsch nach Buchenwald hatte er drei Tage im dortigen KZ Biesnitzer Grund verbracht. Erst nach langem Zögern nahm er an der Zeremonie teil.
Im selben Jahr nahm er an einem besonderen Gottesdienst in einer Synagoge im Freilichtmuseum Hessenpark teil. Der als Kind nach Amerika geflohene Jude Erich Oppenheim hatte erfahren, dass die Fachwerk-Synagoge seines Heimatorts Nentershausen noch erhalten und in das Museumsdorf gebracht worden war. Er war 1935 direkt am Tag nach seiner Bar Mitzwa von den Eltern nach Amerika geschickt worden, ohne die rituelle Lesung aus der Tora durchführen zu können. Er wollte dies nun mit 93 Jahren nachholen. Die Museumsleitung hatte die Bad Nauheimer Gemeinde angefragt, ob sie eine Gottesdienstgemeinschaft, einen Minjan, zusammenstellen könnten. Die Bad Nauheimer stellten neben der notwendigen Anzahl von Betern auch eine ihrer Torarollen, die nur ausnahmsweise die Synagoge verlassen durfte.
Bis zu seinem plötzlichen Tod war Mlynarski täglich zu den Bürozeiten und zu den Gottesdiensten in der Bad Nauheimer Synagoge und übte sein Amt als Gemeindevorsitzender aus. In einem Nachruf würdigte ihn der Bürgermeister Armin Häuser als „bedeutenden Mitbürger und Ehrenbürger (...), der für Versöhnung und Verständigung stand und damit unser Bild als weltoffene Stadt erheblich geprägt hat.“

## Auszeichnungen und Ehrungen
- 1992: Bundesverdienstkreuz
- 2014: Ehrenbürger der Stadt Bad Nauheim

## Publikationen
- Monik Mlynarski: Ich überlebte die Hölle. In: Kulturgruppe „Die Verdichter“ (Hrsg.): Das Leben ist kein Sprudelhof : wie das Schicksal eine Familie formt. Bad Nauheim 2014, DNB 1071416669, S. 12–53.